# Indoscelimena hamata
Indoscelimena hamata är en insektsart som beskrevs av Günther, K. 1938. Indoscelimena hamata ingår i släktet Indoscelimena och familjen torngräshoppor. Inga underarter finns listade i Catalogue of Life.